# Willem van der Winkel
Willem Antonius van der Winkel (Den Haag, 15 juni 1887 – aldaar, 19 februari 1932) was een Nederlands beeldhouwer.

## Leven en werk
Van der Winkel was een zoon van Willem Johannes van der Winkel (1858-1929), ornamentensteker, schrijnwerker en restaurator, en Maria Hendrika Johanna de Heer (1853-1925). Hij leerde houtbewerken in het atelier van zijn vader en kreeg lessen van een steenhouwer, terwijl hij 's avonds de Academie van Beeldende Kunsten bezocht. Hij werkte daarna op diverse ateliers, in de periode 1908-1911 in Groningen, daarna weer in Den Haag.
Hij maakte zowel bouwbeeldhouwwerk als kleinplastiek, vaak religieuze voorstellingen. Zijn grootste werk is een tweeënhalf meter hoog Heilig Hartbeeld (1928) voor de Scheveningse Antonius Abtkerk, dat in brons werd gegoten door Binder. Van der Winkel was lid van het Haags R.K. Kunstenaars Genootschap, de Algemene Katholieke Kunstenaarsvereniging en de Nederlandse Kring van Beeldhouwers. Hij nam deel aan diverse exposities en won een bronzen medaille bij de wereldtentoonstelling van 1925 in Parijs.
Van der Winkel overleed op 44-jarige leeftijd, hij werd begraven op de Begraafplaats Sint Barbara. Na zijn overlijden bespraken Wies Moens en B.J. Koldewey zijn leven en werk in het Katholiek Bouwblad, waarin hij naar voren komt als nauwgezet en toegewijd vakman.

## Werken (selectie)
- 1912-1913 beeldhouwwerk voor het Vredespaleis, Den Haag
- 1925 gevelsteen Turkenburgs zaadhandel, Bodegraven
- 1925 buste Petrus Canisius
- 1925-1926 pelikaan en hert boven voorportaaltjes, reliëfs van Malachias en Melchisedek op de hoeken van het priesterkoor in de Onze Lieve Vrouw van Lourdeskerk, Scheveningen
- 1927 houten beeld van Jozef met kind, Obrechtkerk, Amsterdam
- 1928 beelden Sint Dominicus en Thomas van Aquino voor het Sint-Dominicuscollege, Neerbosch
- 1928 bouwbeeldhouwwerk Sint-Theresiaschool, Voorburg
- 1928 Heilig Hartbeeld voor de Antonius Abtkerk Scheveningen
- 1929 gedenkbank J.G.M. van Griethuijsen, Oegstgeest
- 1929 beeldje van Antonius van Padua voor de Antonius Abtkerk Scheveningen
- 1929 Heilig Hartbeeld naast ziekenhuis Sint Antoniushove, Voorburg
- 1930 beeldje van Theresia van Lisieux voor de Antonius Abtkerk Scheveningen
- 1929-1930 reliëf Koningin des Vredes, Broederschool Regina Pacis, Rotterdam
- 1930 gevelbeeld Sint Jozef, Sint Elisabeth Ziekenhuis (Leiden)
- 1931 bouwbeeldhouwwerk V&D, Den Haag
- 1932 gevelbeeld Moeder Gods met Haar Kind boven ingang R.K. Bewaarschool Oosteinde Voorburg

## Afbeeldingen

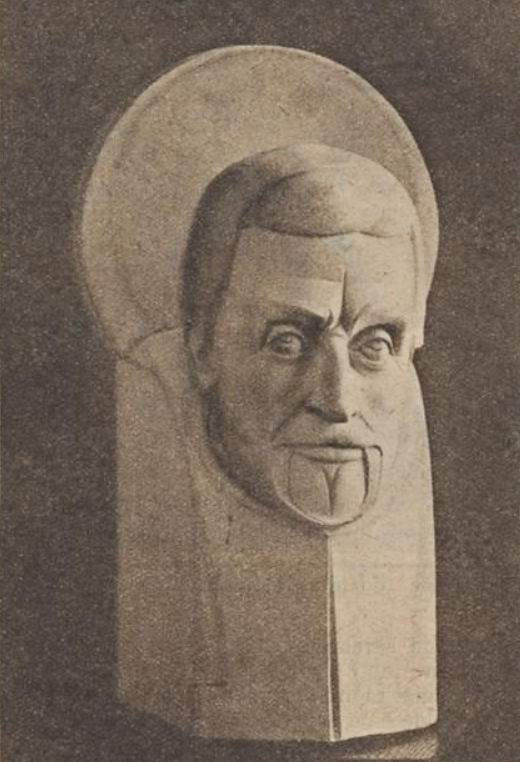
Petrus Canisius (1925)
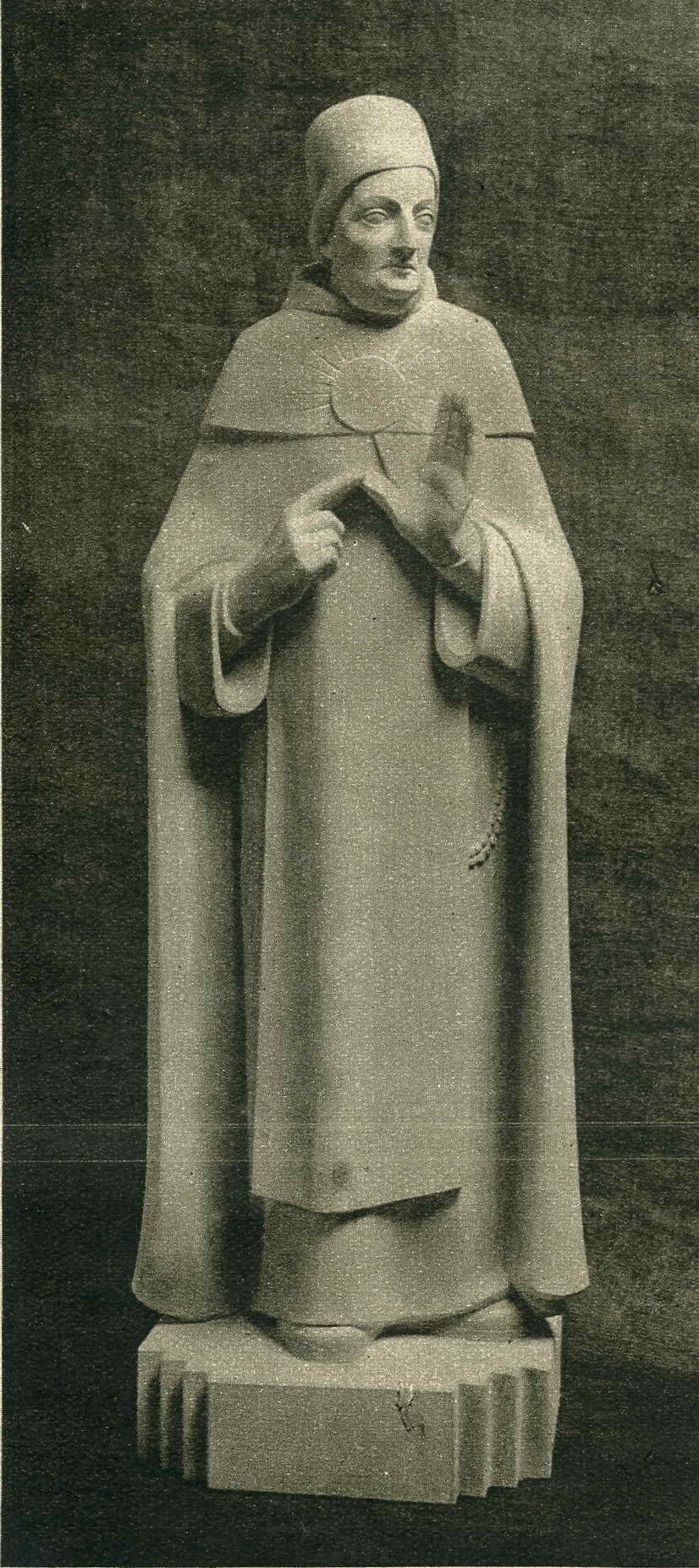
Thomas van Aquino (1928)
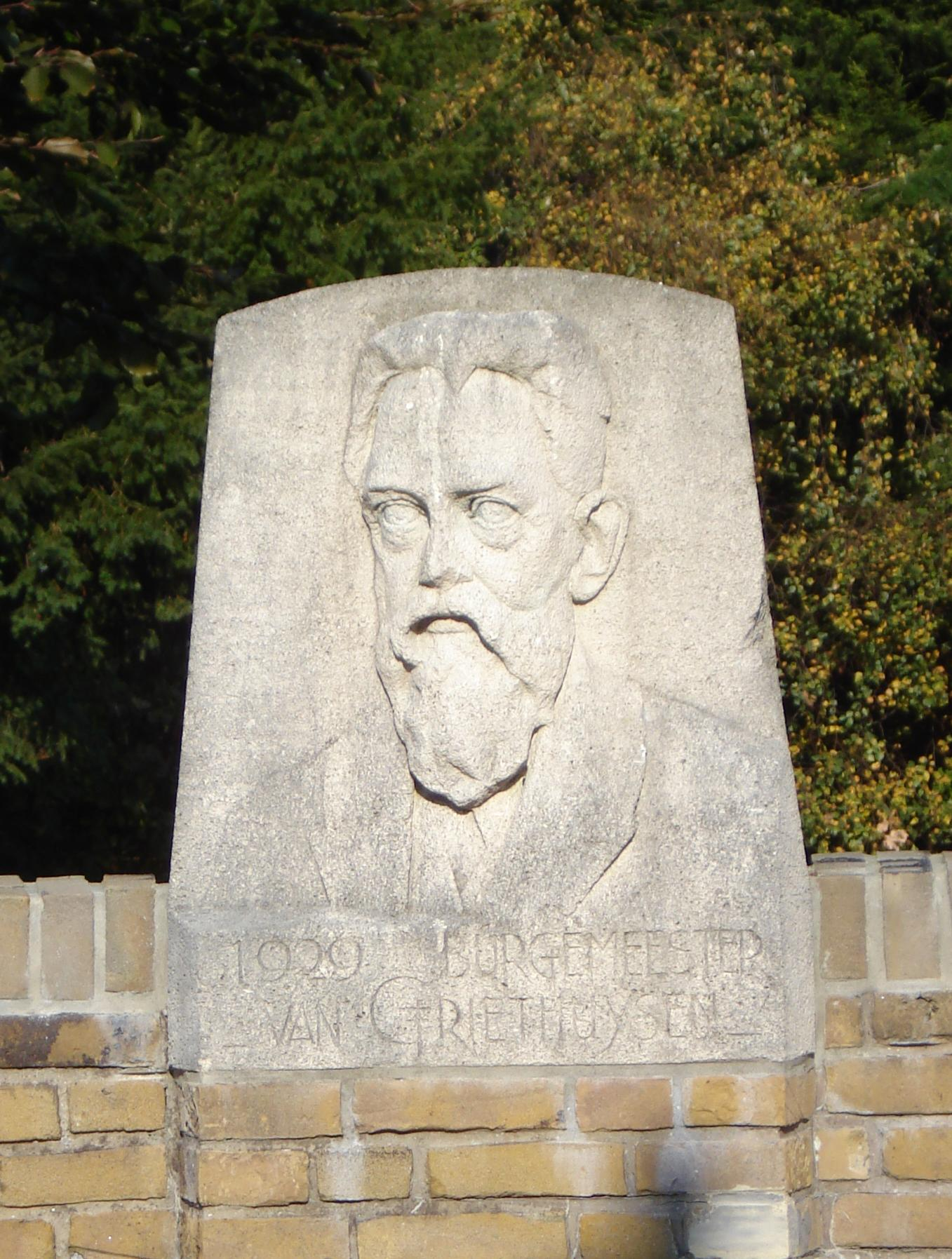
Detail gedenkbank Griethuysen (1929)

- Biografisch Portaal: 10372755
- RKD-Nederlands Instituut voor Kunstgeschiedenis: 84956